# Scelolophia roseoliva
Scelolophia roseoliva là một loài bướm đêm trong họ Geometridae.